# B. & P. Company
B. & P. Company war ein US-amerikanischer Hersteller von Automobilen und Motoren.

## Unternehmensgeschichte
Das Unternehmen hatte seinen Sitz in Milwaukee in Wisconsin. Es stellte hauptsächlich Otto- und Dampfmotoren her. 1902 begann die Produktion von Automobilen. Der Markenname lautete Ideal. 1903 endete die Produktion.
Nach 1903 verliert sich die Spur des Unternehmens.
Es gab mehrere US-amerikanische Hersteller von Personenkraftwagen der Marke Ideal: Ideal Automobile Manufacturing Company, Richmond & Holmes Company, B. & P. Company, Ideal Motor Vehicle Company, Ideal Runabout Manufacturing Company, Bethlehem Automobile Company, Ideal Electric Vehicle Company, Ideal Shop und Bethlehem Motor Truck Company.

## Fahrzeuge
Im Angebot stand nur ein Modell. Es hatte einen wassergekühlten Einzylindermotor mit 5 PS Leistung. Er war zeittypisch liegend und quer zur Fahrtrichtung unter dem Sitz angebracht.  Das Getriebe hatte drei Gänge. Die Basis bildete ein Fahrgestell aus Winkeleisen. Zeitgenössische Abbildungen zeigen längs angeordnete Doppelelliptik-Blattfedern; die Lenkung erfolgte mittels Lenkhebel. Der Radstand betrug 173 cm. Die Karosserie war ein offener Runabout mit zwei Sitzen. Sie konnte an Scharnieren im Heck komplett gekippt werden, um Zugang zum Motor zu gewähren.